# 馮起綸
馮起綸（？—？），字仲亨，號古閭，浙江宁波府慈溪县匠籍。

## 生平
万历四十六年（1618年）戊午科浙江乡试举人，四十七年（1619年）联捷己未科進士，知丰城县，丰故剧邑，起纶弭盗安民，民皆安堵。公余督诸生校艺，时细彩湾有巨樟，坏舟无算，百夫挽之不可动，起纶祷于武当山神，忽置高岸。升南京吏部主事，时翰林黄道周典试两浙，发策多讥刺时政，属起纶刷卷，以失检举降级，寻转兵部武选司，上疏陈八事，廷议韪之。歷升福建布政司右参议、江西南昌兵备副使，改督四川学政，寒士怀之。
弘光南京继位，崇祯十七年（1644年）九月起复为福建右布政使。

## 家族
曾祖馮勳。祖馮嘉言。父馮應奎。子冯萼舒，登顺治戊戌进士。